# Camilla Urso

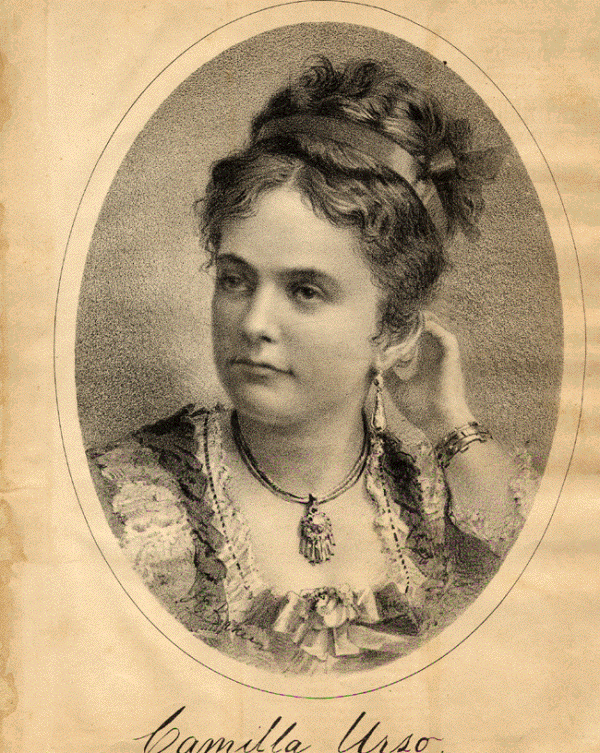
Camilla Urso

Camilla Urso (auch Camille bzw. Emilie-Camille Urso; * 13. Juni 1842 in Nantes; † 20. Januar 1902 in New York City) war eine französische Geigerin und Violinlehrerin.

## Leben
Urso war die Tochter der portugiesischen Sängerin Emelie Urso und des Organisten und Flötisten Salvatore Urso. Sie begann im Alter von knapp sechs Jahren ihre Violinausbildung bei Félix Simon, dem Konzertmeister des Theaterorchesters von Nantes, dem ihr Vater als Flötist angehörte. Bald darauf zog ihre Familie nach Paris, um ihre eine Ausbildung am Pariser Konservatorium zu ermöglichen. Obwohl das Mindestalter für die Aufnahme ins Konservatorium zehn Jahre war, wurde sie zur Aufnahmeprüfung zugelassen und kam in die Violinklasse von Lambert Massart. Nach Félicité Lebrun war sie die zweite Geigerin, die hier je zum Studium aufgenommen wurde. Schon während ihrer Ausbildung hatte sie Auftritte in kleinen Städten Frankreichs und Deutschlands.
1852 brach sie mit ihrem Vater und dessen Schwägerin zu einer Konzerttournee durch die USA auf. Nachdem der Konzertveranstalter die getroffenen Vereinbarungen nicht einhalten konnte, organisierte die Sängerin Marietta Alboni für sie einen ersten Auftritt bei einem Konzert in New York. Es folgten weitere Konzerte in New York, Boston und Philadelphia und 1853 eine zweimonatige Tournee mit der Bostoner German Musical Society durch den Osten der USA. Dem schlossen sich mehrere Auftritte mit Henriette Sontag u. a. in New Orleans an. Bei einer weiteren Konzertreise wurde sie von ihrer Mutter begleitet.
1855 zog sie sich vorübergehend aus dem Konzertbetrieb zurück und ließ sich mit ihrer Familie in Nashville nieder, um ihre musikalische Ausbildung zu vervollkommnen. In dieser Zeit heiratete sie ihren späteren Manager Frédéric Luère. 1863 kehrte sie als international anerkannte Violinistin auf die Konzertbühre zurück. Sie unternahm erfolgreiche Konzertreisen durch Nordamerika, das europäische Festland und England (1870–72) und absolvierte allein ein der Saison 1878–79 mehr als 200 Konzerte in den USA und Kanada. Weitere Konzertreisen führten sie u. a. nach Australien (1879–90 und 1894) und Südafrika (1895).
Das Repertoire Ursos umfasste sowohl klassische als auch zeitgenössische Violinwerke und neben der publikumswirksamen Virtuosenlitaratur von Komponisten wie Giovanni Battista Viotti, Pierre Rode, Niccolò Paganini, Jean-Henri Simon, Charles-Auguste de Bériot, Heinrich Wilhelm Ernst, Alexandre Artôt, Delphin Alard, François Prume, Henryk Wieniawski und Benjamin Godard auch Kompositionen von  Wolfgang Amadeus Mozart, Ludwig van Beethoven, Louis Spohr, Felix Mendelssohn Bartholdyn, Henri Vieuxtemps, Max Bruch und Anton Rubinstein. Sie spielte Instrumente von Guarneri, Amati und Claude Augustin Miremont.
Seit den 1870er Jahren trat Urso auch als Kammermusikerin auf. 1884 unterrichtete sie einige Zeit in Boston. 1890 nahm sie eine Stelle in Jeannette M. Thurbers National Conservatory of Music of America an. 1895 zog sie sich vom Konzertleben zurück und widmete sich in New York der Lehrtätigkeit. Um ihren Lebensunterhalt zu verdienen, trat sie bis kurz vor ihrem Tod noch gelegentlich in Vaudevilleshows auf. Sie starb 1902 an den Folgen einer Blinddarmoperation.